# Aeschynanthus wardii
Aeschynanthus wardii är en tvåhjärtbladig växtart som beskrevs av Elmer Drew Merrill. Aeschynanthus wardii ingår i släktet Aeschynanthus och familjen Gesneriaceae. Inga underarter finns listade i Catalogue of Life.